# صفر نعیمی
صفر نعیمی رز (اول فروردین ۱۳۳۸) سیاستمدار ایرانی و نماینده آستارا در مجلس شورای اسلامی که عضو کمیسیون امنیت ملی مجلس شورای اسلامی است. همچنین نعیمی عضو پارلمان دوستی ایران — جمهوری آذربایجان می‌باشد. وی در گفتگویی بهترین اتفاق سال ۱۳۹۴ را شنیدن خبر ردصلاحیتش اعلام کرد.

## نمایندگی مجلس
نعیمی پس از انتخاب از سوی مردم آستارا در اولین پیشنهادهای خود، با نطقی اعتراضی در سیمای گیلان پیشنهاد داد برای حل مشکلات آستارا این شهر به استان اردبیل ملحق شود.
صفر نعیمی رز در تاریخ ۲ بهمن ۱۳۹۱ همراه با دو نماینده دیگر عضو کمیسیون امنیت ملی و سیاست خارجی مجلس شورای اسلامی از زندان اوین بازدید کرد. وی پس از بازدید از زندان اوین در مصاحبه اش گفت: «نام زندان اوین را هتل اوین خواهم گذاشت». این اظهار نظر با واکنش‌هایی در مطبوعات و رسانه مواجه شد.

## نامزدی انتخابات ریاست جمهوری
زمزمه‌هایی مبنی بر ثبت نام صفر نعیمی برای نامزدی ریاست جمهوری شنیده می‌شد که وی با گذاشتن یک بیانیه در وبگاه شخص‌اش در مورخه ۲۰ اردیبهشت ۱۳۹۲ از کاندیداتوری برای پست ریاست جمهوری انصراف داد.

## اتهام زمین‌خواری
صفر نعیمی نماینده دوره نهم حوزه انتخابیه آستارا در مجلس با انتقاد از نماینده اردبیل وی را متهم به زمین‌خواری در منطقه حیران کرد که با واکنش نماینده اردبیل روبرو گردید. و منجر به ایجاد درگیری لفظی بین نماینده آستارا و اردبیل شد، بگونه‌ای که معاون اول رئیس‌جمهوری اسحاق جهانگیری و دادستان کل کشور رئیسی برای بررسی وارد این پرونده شدند. رئیسی مدعی برخورد قاطع با متخلفان شده‌است. فردای آن روز ماجرای زمین‌خواری تیتر اول روزنامه‌های جمهوری اسلامی، آرمان، شهروند و شرق شد.

## تاریخچه انتخاباتی
| سال  | انتخابات    | میزان رأی | ٪         | رتبه      | نتیجه     |
| ---- | ----------- | --------- | --------- | --------- | --------- |
| ۱۳۸۶ | مجلس هشتم   | ۴٬۴۹۳     | ۱۰٫۲۸     | چهارم     | شکست      |
| ۱۳۹۰ | مجلس نهم    | ۲۴٬۰۶۲    | ۴۸٫۹۳     | اول       | پیروزی    |
| ۱۳۹۴ | مجلس دهم    | رد صلاحیت | رد صلاحیت | رد صلاحیت | رد صلاحیت |
| ۱۳۹۸ | مجلس یازدهم | رد صلاحیت | رد صلاحیت | رد صلاحیت | رد صلاحیت |